# Залізниця Дрезден-Клоцше — Аеропорт Дрездена
51°06′53″ пн. ш. 13°47′21″ сх. д. / 51.114645° пн. ш. 13.789077° сх. д.
Залізниця Дрезден-Клоцше — Аеропорт Дрездена — одноколійна електрифікована залізниця в Саксонії, Німеччина. 
Проходить від станції Дрезден-Клотч на залізниці Герліц — Дрезден до аеропорту Дрездена і сьогодні обслуговується виключно Дрезденським S-Bahn.

## Історія
Залізниця до аеропорту Дрездена була прокладена від залізниці Клоцької школи військової авіації і завершена в 1936 році. 
Її будівництво почалося після відкриття аеропорту в Дрездені у липні 1935 року. 
Трикілометрова залізнична лінія, кінцева точка якої знаходилася поблизу нинішньої розв'язки Дрезден-Норд між А4 і А13, була побудована в 1934 році для забезпечення району.
Колишня лінія була перебудована як залізниця зі створенням авіаційної промисловості у Дрездені в 1955 році. 
Станція була відкрита на Гренцштрассе для обслуговування авіабудівного заводу (Flugzeugwerke). 
Пасажирські поїзди, що курсують відповідно до змін на заводі, також могли використовуватися громадськістю з 1966 року.
З 1972 року двоповерховий двотактний поїзд курсував до Дрезденського Гренштрассе, на маршруті з інтенсивним приміським рухом. 
Такі поїзди в основному прямували до/з Пірна, але деякі також курсували до Альтенбергу.
Після возз'єднання Німеччини в 1990 році кількість пасажирів на Гренштрассе в години пік значно скоротилася. 
Одночасно почалася реконструкція аеропорту Дрездена як великого регіонального аеропорту. 
Це означало, що розглядалося питання про ефективне транспортне сполучення з ним.
У вересні 1997 року почалося планування розширення залізниці до нового терміналу, який повинен був бути побудований поруч з колишнім авіазаводом на північ від старого терміналу. Останні пасажирські поїзди по старій лінії курсували 22 травня 1998 року.
Будівництво сполучило аеропорт з високошвидкісною залізничною мережею 30 липня 1998 року. 
Збірний бетонний тунель був завершений влітку 1999 року. 

На станції Дрезден-Клоцше було побудовано колійний пост завдовжки 200 м для руху до аеропорту на залізниці Дрезден-Герліц; 
також була побудована розв'язка з двома новими електрифікованими коліями для руху до/з аеропорту
Загальна кошторисна вартість будівництва становила 84,3 мільйона німецьких марок, що профінансовано Вільною землею Саксонія
. 
25 березня 2001 року нову залізницю було відкрито одночасно з новим 1 терміналом аеропорту. До завершення Лейпцизького міського тунелю станція Дрезденського аеропорту була єдиною підземною станцією у Саксонії. 
З моменту свого відкриття ця лінія експлуатується як лінія S2 Дрезденського S-Bahn. 
Потяги курсують що 30 хвилин у напрямку Дрезден-Центрального, а в будні дні продовжують рух до Гайденау та Пірни.